# Juan Felices de Cáceres

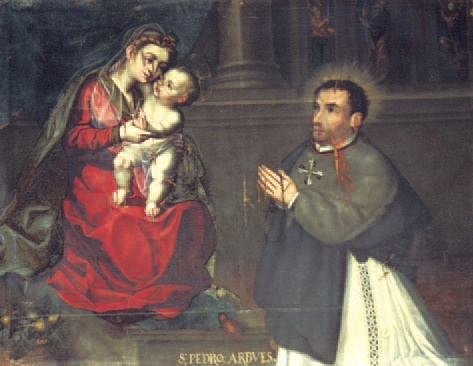
San Pedro Arbués en oración ante la Virgen y el Niño, ermita de la Virgen de Jaraba (Zaragoza)

Juan Felices de Cáceres (c. 1546-1617) fue un pintor español, activo en Aragón y Navarra.

## Biografía y obra
Hijo del también pintor Pedro de Cáceres, residente en Ejea de los Caballeros, el 23 de julio de 1560, con catorce años, se colocó como aprendiz en el taller de un modesto pintor de Tudela, Rafael Juan de Monzón. En noviembre de 1577 tenía abierto taller en Zaragoza, según consta por el convenio firmado con Daniel Martínez, por el que este se comprometía a servirle en su obrador por espacio de dos años, durante los cuales Cáceres se obligaba a enseñarle su oficio de pintor, «quanto en vos fuere posible», así como a tenerle y alimentarle en su casa, así sano como enfermo, y a satisfacerle un pago de 200 sueldos anuales. Dos años más tarde, en julio de 1579, contrajo matrimonio con Beatriz de Córdoba, actuando como testigo Roland de Mois, con quien Cáceres tuvo una continuada relación profesional, pues colaboró con él en la decoración de la Sala Real del palacio de la Diputación de Reino, ocupándose Cáceres del dorado del techo, y en las labores de pintura del retablo mayor del Monasterio de Santa María la Real de Fitero (1590-1591), no siendo posible, en este caso, determinar la parte que le correspondió. En esta misma iglesia, y en el retablo colateral de la Purísima, la imagen de un pintor portando la caja de los colores se tiene por su autorretrato. En Calatayud, donde residió de 1594 a 1600, contrajo el 18 de abril de 1594 terceras nupcias con María Lagasca, de cuyo matrimonio nació, en 1601, Felices Vicente de Cáceres, quien también sería pintor.
Jusepe Martínez, hijo de Daniel Martínez, en sus Discursos practicables del nobilísimo arte de la pintura, teniéndole por discípulo del italiano Tomás Peliguet, escribió de él que «fue grande perspectivo mas sus obras no fueron más de la primera intención». Como discípulo de Peliguet, su principal ocupación —según esa información— habría consistido en la pintura al temple, en blanco y negro, de grandes mamparas, «y si daba a veces colorido era muy fiero y resoluto». Obras de ese género debieron de ser las pinturas del monumento de Semana Santa de las parroquias zaragozanas de la Magdalena (1578) y de San Miguel de los Navarros (1591) y las mamparas del retablo de San Jerónimo de la catedral de Jaca, todas ellas desaparecidas, así como la readecuación y afrescamiento de varias salas del palacio arzobispal de Zaragoza en 1584, con ocasión de la visita a la ciudad de Felipe II, decoración de la que resta una mínima parte, a base de grutescos y elementos heráldicos, en la sala conocida como del oratorio. Pero consta también su participación en algunos retablos, como el documentado de la Virgen del Rosario de la iglesia de Nuestra Señora de los Ángeles de Paniza (1596), por el que percibió 4 000 sueldos y cuyas pinturas, restauradas, aunque en malas condiciones, han servido para atribuirle algunas otras en la comarca de Calatayud, donde residió de 1594 a 1600. A ese momento pertenecerían las pinturas murales de la capilla sacramental de la iglesia bilbilitana de San Pedro de los Francos, las tablas del retablo de la Misa de San Gregorio de Morata de Jiloca y el lienzo de san Pedro Arbués, empotrado en el retablo de la ermita de la Virgen de Jaraba, cuya atribución a Felices de Cáceres vendría reforzada por el testimonio prestado por Jusepe Martínez con motivo de las indagaciones para la apertura del proceso de beatificación, en 1648, en el que reconocía su mano en un retrato del inquisidor general de Aragón, asesinado en la Seo de Zaragoza en 1485, presentado en la causa de beatificación por la abadesa del convento de Santa Catalina de Zaragoza.